# Accademia navale di Odessa

Stemma dell'Accademia

L'Università nazionale «Accademia navale di Odessa» (in ucraino Національний університет «Одеська морська академія»?, Nacional'nyj universytet "Odes'ka mors'ka akademija"; in russo Национальный университет «Одесская морская академия»?, Nacional'nyj universitet "Odesskaja morskaja akademija") è un istituto universitario dell'Ucraina per la formazione del personale civile e militare nel settore marittimo; ha sede a Odessa.
Si compone di cinque facoltà:
- navigazione;
- trasporti e tecnologie navali;
- ingegneria navale;
- automazione ed elettromeccanica;
- diritto della navigazione e management.

All'Accademia fanno capo anche l'Istituto marittimo Azov, l'Istituto Danubio e l'Istituto delle forze navali, nonché il Collegio nazionale dei trasporti marittimi e il Collegio marittimo Marinesko.
Tutte le specializzazioni sono accreditate dall'Institute of Marine Engineering, Science and Technology (IMarEST).
La campagna addestrativa ha luogo sulla nave scuola Družda. Nel 1960 era stato destinato all'Accademia il Cristoforo Colombo, ceduto dall'Italia all'Unione Sovietica come debito di guerra; ribattezzato Dunaj, fu successivamente disalberato e infine distrutto da un incendio.  
L'Accademia collabora con la NATO nell'ambito del Defence Education Enhancement Programme (DEEP), volto a potenziare il sistema di formazione dei futuri ufficiali.

## Cronotassi

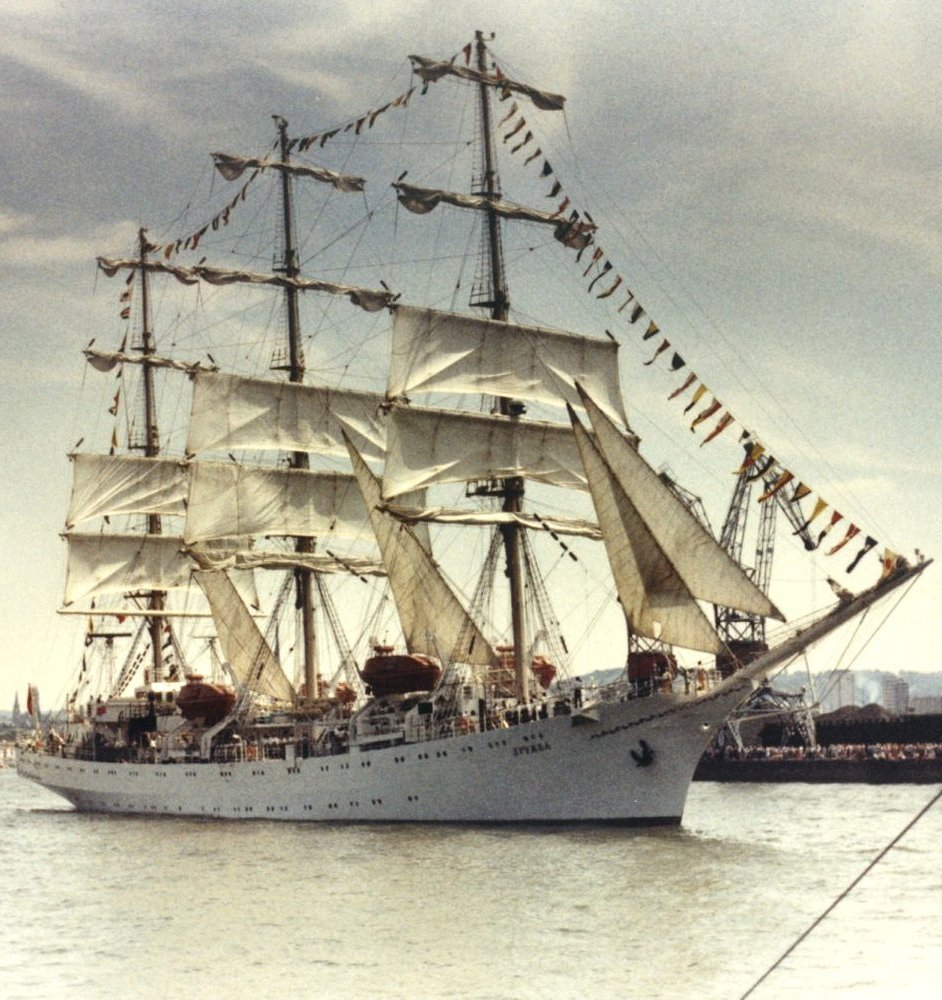
Il Družda nel 1989

- 7 giugno 1944: Scuola navale superiore di Odessa (OVMU)
- 29 maggio 1958: Scuola superiore di ingegneria navale di Odessa (OVIMU)
- 26 aprile 1991: Accademia navale statale di Odessa (ODMA)
- 21 settembre 2002: Accademia navale nazionale di Odessa (ONMA)
- 1º gennaio 2016: Università nazionale «Accademia navale di Odessa» (NU OMA)